# Lappula diploloma
Lappula diploloma är en strävbladig växtart som först beskrevs av Fisch. och Mey., och fick sitt nu gällande namn av Gürke. Lappula diploloma ingår i släktet piggfrön, och familjen strävbladiga växter. Inga underarter finns listade i Catalogue of Life.